# Tatiana Zavialova
Pour les articles homonymes, voir Zavialova.
 (mai 2014).
Si vous disposez d'ouvrages ou d'articles de référence ou si vous connaissez des sites web de qualité traitant du thème abordé ici, merci de compléter l'article en donnant les références utiles à sa vérifiabilité et en les liant à la section « Notes et références ».
Tatiana Zavialova, née le 12 juin 1974 à Dmitrievka, (Kazakhstan) est un mannequin kazakh.

## Biographie
Le père de Tatiana était officier dans l'armée rouge et Tatiana a grandi au Kazakhstan.
En 1993, elle termine 3e au concours Elite Model Look[Lequel ?].
En 1997, elle est choisie par le photographe Richard Avedon pour représenter la Russie dans le Calendrier Pirelli.

### Carrière
Tatiana Zavialova a posé pour Avatricot, Cacharel, Chanel, Christian Dior, Clarins, Clifford & Wills, Daymor, Diesel Shades, Dikaya Orhodeja, Domani beachwear, Galenic, Garnier, Georges Rech Sport, Hermès, Hervé Léger, Helena Rubinstein, Jean-Claude Gallon, Jean Paul Gaultier, La Redoute, Lolita Lempicka, Love Sex Money, Mariella Burani, Nivea, Norelle Corp., Occasions, Omnitel, Orwell, Playtex, Rasurel, Renault Twingo e, Rosy, Scapa, Sergio Valente, Skiny bodywear, State of Claude Montana, Tomasina, Variance Lingerie, Vassarette, Victoria's Secret, Vivienne Westwood, Wild Orchid, Wolford, Zapa.

### Vie privée
Tatiana Zavialova a deux enfants.

## Couvertures de magazines[2]
- Argentine : Elle - Avril 1996, Elle - Octobre 1997, Elle - Février 1998
- Danemark : Eurowoman - Juillet 1999
- Espagne : Elle - Mars 1996, Elle (supplément) - Mai 1997, Elle - Mai & Juillet 1998, Elle - Mai 1999, Elle - Mai 2000, Elle - Mai 2001, Women - Janvier 2001
- États-Unis : Shape - Avril, Mai & Août 2001
- France : Elle - Octobre 1995, Madame Figaro - Mai 1996, Photo - Décembre 1996, Elle - Mars 1997, Elle - Mars 1998, Elle - Mai 1999, L'Officiel - Juillet 1999, Marie-Claire - Mai 1999, Dépêche Mode - Février 2000, Cosmopolitan - Avril 2001, Élégance - Octobre 2000, Marie Claire - Novembre 2000
- Grèce : Elle - Août 1998, Elle - 1999, Elle - Août 2001
- Italie : Vogue - Mai 1995
- Pays-Bas : Marie Claire - Novembre 2001
- Portugal : Elle - Mai 1998
- Russie : Elle - Avril, Mai, Octobre & Novembre 1996, Elle - Décembre 1996, L'Officiel - Mai 1998, Elle - Avril 1999, Vogue - Juin 1999, Elle - Mai 2001, Marie Claire - Mars 2001
- Royaume-Uni : Image - Décembre 2000, Jewels & Watches - Hiver 2003
- Suède : Eurowoman - Juillet 1999
- Tchécoslovaquie : Esquire - Juillet 2001
- Turquie : Elle - Août 2003